# Darlaston
Darlaston is een plaats in het bestuurlijke gebied Walsall, in het Engelse graafschap West Midlands. Darlaston komt in het Domesday Book (1086) voor als 'Derlavestone'.